# 平门

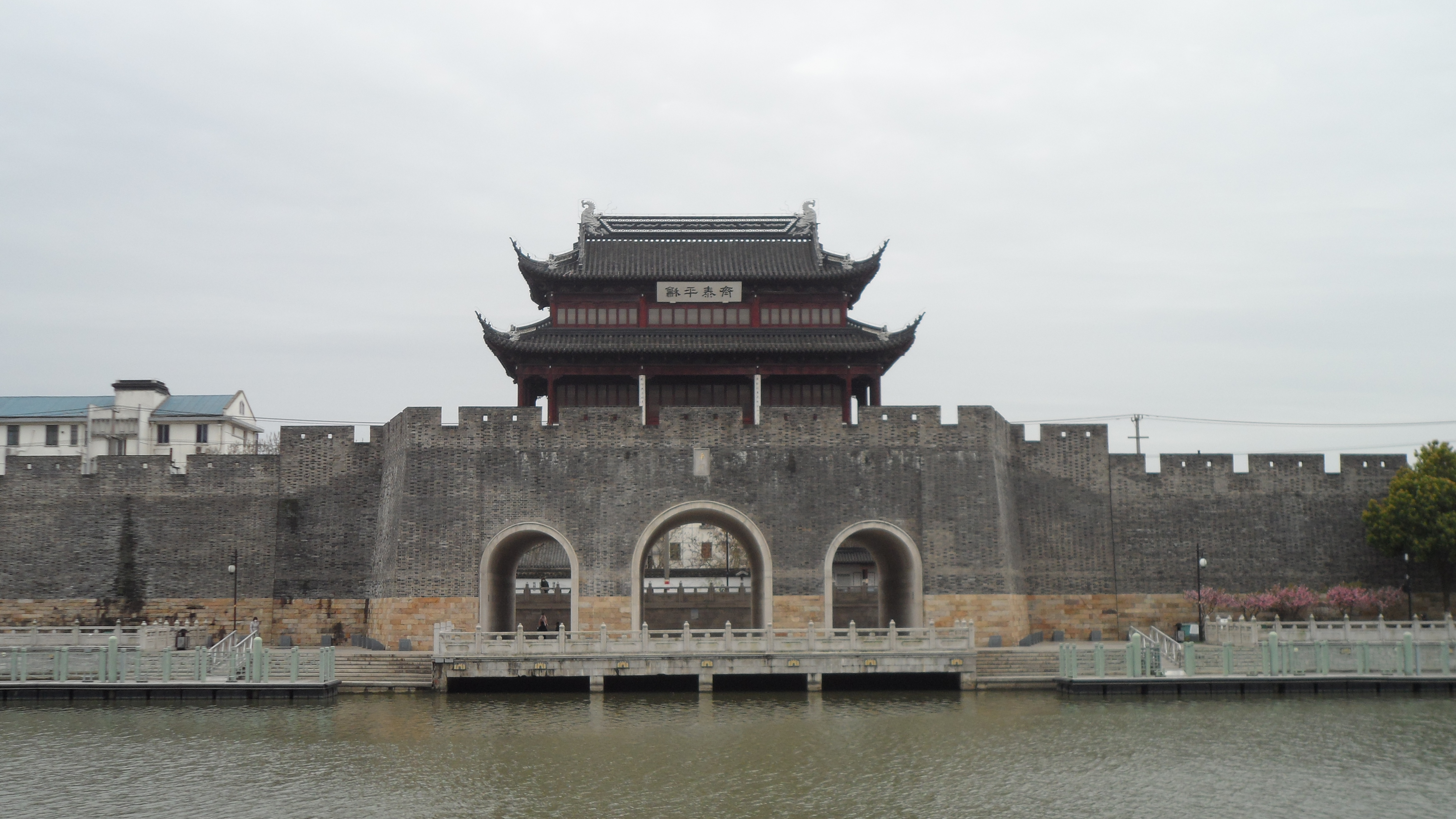
苏州平门陆城门和护城河，对面是苏州火车站南广场

平门，曾名巫门，位于中国江苏省苏州市旧城，为苏州府城城门之一。
平门之名可追溯至古吴国时期。在古时长期闭塞。1917年，因方便交通，重辟平门。平门于1958年拆除。2011年，开始重建平门；2012年9月，平门建成。平门原无城楼，重建时增建城楼。